# Cyatheales
Cyatheales е разред папратовидни растения, разпространени предимно в тропичните и субтропичните области, както и в умерените зони в Австралия и Нова Зеландия. Той включва дървесните папрати от семейства Dicksoniaceae и Cyatheaceae. За разлика от семенните растения, тяхното стъбло не се удебелява с нова дървесна тъкан, докато растат. Листата на Cyatheales обикновено са много големи и перести.

## Семейства
- Cibotiaceae
- Culcitaceae
- Cyatheaceae
- Dicksoniaceae
- Loxomataceae
- Plagiogyriaceae
- Thyrsopteridaceae